# Епархия Уайтхорса
Епархия Уайтхорса (лат. Dioecesis Equialbensis) — епархия Римско-Католической церкви с центром в городе Уайтхорс, Канада. Юрисдикция епархии Уайтхорса распространяется на территорию Юкон и часть Британской Колумбии. Епархия Уайтхорса входит в архиепархию Груара-Мак-Леннана. Кафедральным собором епархии Уайтхорса является Собор Святейшего Сердца Иисуса.

## История
9 марта 1908 года Святой Престол учредил Апостольскую префектуру Юкона-Принс-Руперта, выделив её из Апостольского викариата Маккензи (сегодня — Епархия  Маккензи — Форт-Смита). 20 ноября 1916 года Апостольская префектура Юкона-Принс-Руперта была преобразована в Апостольский викариат.
14 января 1944 года Апостольский викариат Юкона-Принс-Руперта был разделён на Апостольский викариат Принс-Руперта (сегодня — Епархия Принс-Джорджа) и Апостольский викариат Уайтхорса, который 3 июля 1967 года был преобразован в епархию.

## Ординарии епархии
- епископ Emile-Marie Bunoz (7.04.1908 — 14.01.1944);
- епископ Jean-Louis-Antoine-Joseph Coudert (15.01.1944 — 15.11.1965);
- епископ James Philip Mulvihill (18.12.1965 — 15.10.1971);
- епископ Hubert Patrick O’Connor (15.10.1971 — 9.06.1986);
- епископ Thomas Joseph Lobsinger (3.07.1987 — 15.04.2000);
- епископ Gary Gordon (5.01.2006 — по настоящее время).

## Источник
- Annuario Pontificio,  Libreria Editrice Vaticana, Città del Vaticano, 2003, ISBN 88-209-7422-3